# پاولینا نیمتسوا
پاولینا نیمتسوا (چکی: Pavlína Němcová؛ زادهٔ ۱۸ فوریهٔ ۱۹۷۳) یک هنرپیشه، تهیه‌کننده فیلم و مدل اهل جمهوری چک است. وی از سال ۱۹۹۱ میلادی تاکنون مشغول فعالیت بوده‌است.
از فیلم‌ها یا برنامه‌های تلویزیونی که وی در آن نقش داشته‌است می‌توان به زندگی گلگون، دریاچه سیاه و شاهزاده و من ۲: عروسی سلطنتی اشاره کرد.